# 弥鄒忽区

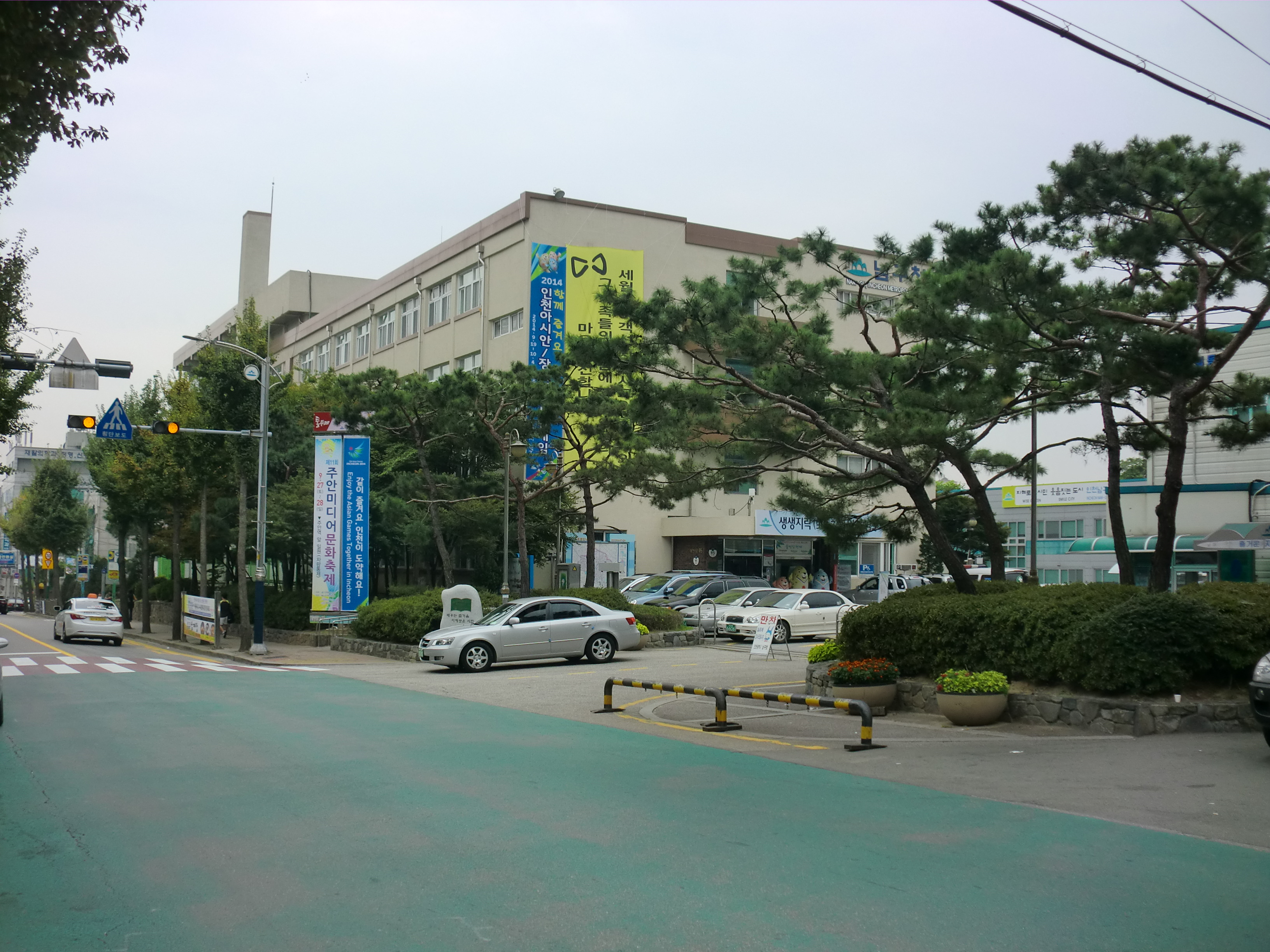
弥鄒忽区庁

弥鄒忽区（ミチュホルく）は、大韓民国仁川広域市の区。「弥鄒忽」とは仁川の百済時代の古名である。2018年7月1日に南区（ナムく、남구）から改称された。

## 歴史
- 1968年1月1日 – 京畿道仁川市道禾洞・朱安洞・九月洞・間石洞・万寿洞・長寿洞・西昌洞・雲宴洞・南村洞・寿山洞・桃林洞・論峴洞・古桟洞・右起洞・官校洞・文鶴洞・仙鶴洞・延寿洞・青鶴洞・東春洞・龍峴洞・鶴翼洞・玉蓮洞・崇義洞の区域をもって、南区が設置される。
- 1988年1月1日 – 九月洞・間石洞・南村洞・万寿洞・長寿洞・西昌洞・雲宴洞・桃林洞・寿山洞・論峴洞・古桟洞および仙鶴洞・東春洞のそれぞれ一部が南洞区として分離。
- 1995年1月1日 – 玉蓮洞・仙鶴洞・延寿洞・青鶴洞・東春洞が延寿区として分離。
- 2018年7月1日 - 区名を弥鄒忽区に改称[3]。

## 行政

行政区域図

### 下部行政区画
24行政洞（7法定洞）からなる。
| 行政洞     | 法定洞 |
| ---------- | ------ |
| 崇義1・3洞 | 崇義洞 |
| 崇義2洞    | 崇義洞 |
| 崇義4洞    | 崇義洞 |
| 龍現1・4洞 | 龍現洞 |
| 龍現2洞    | 龍現洞 |
| 龍現3洞    | 龍現洞 |
| 龍現5洞    | 龍現洞 |
| 鶴翼1洞    | 鶴翼洞 |
| 鶴翼2洞    | 鶴翼洞 |
| 道禾1洞    | 道禾洞 |
| 道禾2・3洞 | 道禾洞 |
| 朱安1洞    | 朱安洞 |
| 朱安2洞    | 朱安洞 |
| 朱安3洞    | 朱安洞 |
| 朱安4洞    | 朱安洞 |
| 朱安5洞    | 朱安洞 |
| 朱安6洞    | 朱安洞 |
| 朱安7洞    | 朱安洞 |
| 朱安8洞    | 朱安洞 |
| 官校洞     | 官校洞 |
| 文鶴洞     | 文鶴洞 |

### 警察
- 仁川弥鄒忽警察署

### 消防
- 仁川弥鄒忽消防署（仁川消防安全本部と兼用）

## 交通機関

### 鉄道
- 京仁線・首都圏電鉄1号線
  - 間石駅※ - 朱安駅 - 道禾駅 - 済物浦駅 - 桃源駅※
- 水仁線
  - 仁荷大駅 - 崇義駅
- 仁川都市鉄道1号線
  - 仁川ターミナル駅 - 文鶴競技場駅※
- 仁川都市鉄道2号線
  - 朱安駅 - 市民公園駅 - 石バウィ市場駅
- ※ 間石駅の所在地は南洞区であるが、弥鄒忽区との境界上にある。
- ※ 桃源駅の所在地は東区であるが、弥鄒忽区との境界上にある。
- ※ 文鶴競技場駅の所在地は延寿区であるが、駅構内の一部は弥鄒忽区にある。